# Хромат аммония
Хромат аммония(II) — неорганическое соединение, соль аммония и хромовой кислоты с формулой (NH4)2CrO4, жёлтые кристаллы, растворимые в воде.

## Получение
- Растворение оксида хрома(VI) в избытке раствора аммиака:

{\displaystyle {\mathsf {CrO_{3}+2[NH_{3}\cdot H_{2}O]\ \xrightarrow {} \ (NH_{4})_{2}CrO_{4}+H_{2}O}}}

## Физические свойства
Хромат аммония(II) образует жёлтые кристаллы
моноклинной сингонии,
пространственная группа P m,
параметры ячейки a = 0,744 нм, b = 0,627 нм, c = 0,615 нм, β = 113,17°, Z = 2.
Хорошо растворяется в воде, плохо растворим в этаноле и ацетоне.

## Химические свойства
- При нагревании разлагается

{\displaystyle {\mathsf {2(NH_{4})_{2}CrO_{4}\ {\xrightarrow {180^{o}C}}\ Cr_{2}O_{3}+2NH_{3}\uparrow +N_{2}\uparrow +5H_{2}O}}}
- При длительном хранении на воздухе постепенно теряет аммиак и превращается в бихромат аммония:

{\displaystyle {\mathsf {2(NH_{4})_{2}CrO_{4}\ {\xrightarrow {}}\ (NH_{4})_{2}Cr_{2}O_{7}+2NH_{3}\uparrow +H_{2}O}}}
- Реагирует с разбавленными кислотами:

{\displaystyle {\mathsf {2(NH_{4})_{2}CrO_{4}+2H_{2}SO_{4}\ {\xrightarrow {}}\ (NH_{4})_{2}Cr_{2}O_{7}+2NH_{4}HSO_{4}+H_{2}O}}}
- Легко образует двойные хроматы, например, с раствором нитрата никеля(II):

{\displaystyle {\mathsf {2(NH_{4})_{2}CrO_{4}+Ni(NO_{3})_{2}+6H_{2}O\ {\xrightarrow {}}\ (NH_{4})_{2}Ni(CrO_{4})_{2}*6H_{2}O+2NH_{4}NO_{3}}}}

## Применение
- Протрава при крашении тканей.
- Дубящее вещество.
- Компонент светочувствительного слоя фотоматериалов.